# Анали Правног факултета у Београду
Анали Правног факултета у Београду – часопис за правне и друштвене науке (енгл. Annals of the Faculty of Law in Belgrade – Belgrade Law Review) је научни часопис који издаје Правни факултет Универзитета у Београду.

## О часопису
Научни часопис Анали Правног факултета у Београду – часопис за правне и друштвене науке излази од 1953. године (ISSN 0003-2565), као потомак часописа Архив за правне и друштвене науке који је излазио од 1906. године.
Издавач часописа је Правни факултет Универзитета у Београду.
Часопис објављује научне чланке, критичке анализе, коментаре судских одлука, прилоге из међународног научног живота, приказе књига, из пера наставника и сарадника Факултета као и истакнутих научних стваралаца из земље и иностранства. Радови објављени у часопису подлежу анонимној рецензији двоје рецензената које одреди Редакција.
Часопис излази на српском и енглеском језику. Четврти годишњи број објављује се од 2006. године искључиво на енглеском језику.
Осим у штампаном, часопис се објављује и у електронском облику (ISSN 2406-2693).

## Периодичност излажења
Анали Правног факултета у Београду излазе квартално и то крајем марта, јуна, септембра и децембра. Рокови за пријаву радова су 31. јануар за први број, 30. април за други број, 31. јул за трећи број и 31. октобар за четврти број.

## Уредништво
Главни уредник Анала Правног факултета у Београду је проф. др Марија Караникић Мирић.
Претходни главни уредници су били, међу осталим, проф. др Михаило Константиновић, проф. др Милан Бартош, проф. др Војислав Бакић, проф. др Војислав Симовић, проф. др Обрен Станковић, проф. др Дејан Поповић, проф. др Миодраг Орлић, проф. др Данило Баста, проф. др Сима Аврамовић, проф. др Мирољуб Лабус и проф. др Мирко Васиљевић.
Комплетна листа свих редакција је објављена овде.
Редакцију часописа чине наставници Правног факултета Универзитета у Београду, а Међународни научни савет еминентни стручњаци из иностранства.

## Индексирање у базама података
- Web Of Science - WOS
- DOAJ - Directory of Open Access Journals[6]
- DOI Serbia[7]
- EBSCO
- HeinOnline[8]
- SCIndeks[3]